# Nils Menke
Nils Menke (ur. 28 sierpnia 1988 w Berlinie) – niemiecki wioślarz.

## Osiągnięcia
- Mistrzostwa Świata Juniorów – Brandenburg 2005 – ósemka – 2. miejsce[1].
- Mistrzostwa Świata Juniorów – Amsterdam 2006 – ósemka – 2. miejsce[1].
- Mistrzostwa Europy – Ateny 2008 – ósemka – 4. miejsce[1].
- Mistrzostwa Świata – Poznań 2009 – dwójka bez sternika – 7. miejsce[1].